# Jesse Niinimäki
Jesse Niinimäki (* 19. August 1983 in Tampere) ist ein ehemaliger finnischer Eishockeyspieler, der im Verlauf seiner aktiven Karriere zwischen 2000 und 2017 unter anderem 463 Spiele in der finnischen Liiga – hauptsächlich für seinen Stammverein Tampereen Ilves – auf der Position des Centers bestritten hat.

## Karriere
Niinimäki verbrachte seine Juniorenzeit und seine ersten vier Spielzeiten als Profi bei Tampereen Ilves in der finnischen SM-liiga. Er wurde beim NHL Entry Draft 2002 in der ersten Runde an 15. Stelle von den Edmonton Oilers aus der National Hockey League (NHL) gezogen. Die Saison 2004/05 verbrachte er bei den Edmonton Road Runners in der American Hockey League (AHL) und Ilves. Zur Saison 2005/06 wechselte er innerhalb Finnlands zu Jokerit Helsinki. Nach einer enttäuschenden Saison wurde er im Januar 2006 von Jokerit freigestellt und wechselte zum Ligakonkurrenten JYP Jyväskylä, um dort die restliche Saison zu verbringen. Zur Saison 2006/07 wechselte er in die schwedische Elitserien zu Luleå HF. Am 24. Januar 2007 wurde Niinimäki an die Krefeld Pinguine aus der Deutschen Eishockey Liga (DEL) bis zum Saisonende der Spielzeit 2006/07 ausgeliehen. Danach stand er beim HC Davos in der Schweiz unter Vertrag.
Es folgten mehrere Stationen im Ausland, unter anderem bei Hämeenlinnan Pallokerho, HDD Olimpija Ljubljana und Amur Chabarowsk, sowie ein längerer Aufenthalt bei Ilves zwischen 2008 und 2013. Für diesen spielte Niinimäki auch wieder ab Februar 2015 bis zum Saisonende 2014/15. Anschließend war er bis zum Sommer 2017 für Lempäälän Kisa, den italienischen Klub SHC Fassa sowie den HK Junost Minsk aktiv, ehe er seine aktive Karriere beendete.

## Erfolge und Auszeichnungen
- 2003 Bronzemedaille bei der U20-Junioren-Weltmeisterschaft
- 2017 Belarussischer Vizemeister mit dem HK Junost Minsk

## Karrierestatistik

### International
Vertrat Finnland bei:
- U20-Junioren-Weltmeisterschaft 2003

(Legende zur Spielerstatistik: Sp oder GP = absolvierte Spiele; T oder G = erzielte Tore; V oder A = erzielte Assists; Pkt oder Pts = erzielte Scorerpunkte; SM oder PIM = erhaltene Strafminuten; +/− = Plus/Minus-Bilanz; PP = erzielte Überzahltore; SH = erzielte Unterzahltore; GW = erzielte Siegtore; 1 Play-downs/Relegation; Kursiv: Statistik nicht vollständig)